# Ritterfeldsiedlung
Die Ritterfeldsiedlung (auch: Siedlung Ritterfeld, Siedlung Ritterstraße oder Voltasiedlung) ist eine zwischen den Jahren 1921 und 1929 entstandene Wohnsiedlung im Krefelder Stadtteil Dießem. Die Ritterfeldsiedlung wurde nach Plänen des Architekten Franz Lorscheidt (15. März 1887 – 29. November 1962) in Krefeld in zwei Bauabschnitten für Mitarbeiter und Mitglieder der Konsumgenossenschaft gebaut. Im ersten Bauabschnitt wurden 1921/22 insgesamt 62 Häuser erbaut, der nächste erfolgte von 1925 bis 1927.
Die Siedlung bezeugt einen weitestgehend traditionsgebundenen Baustil, damals durchaus auch als Gegenbewegung zum Internationalen Stil, wie er z. B. vom Bauhaus propagiert wurde. Spätere Bauten zeigen jedoch auch klare Referenzen zum Expressionismus.

## Lage
Die Siedlung liegt südlich der Innenstadt und der Bahngleise. Die Siedlung hat eine gute Verkehrsanbindung mit öffentlichen Verkehrsmitteln über den nahegelegenen Krefelder Hauptbahnhof sowie durch die direkte Verbindung mit der U-Bahn (U70 und U76), umgangssprachlich auch K-Bahn genannt, nach Düsseldorf.

## Städtebau und Architektur
Die Ritterfeldsiedlung stellt als Ganzes mit ihrem „geometrisch, rationalem städtebaulichem Konzept“ (vgl. Uhl, Ottokar) ein Quartier mit prägnanter städtebaulicher Struktur mit überwiegend gleichmäßiger Parzellenaufteilung innerhalb von Krefeld dar. Der planmäßig angelegte Siedlungsgrundriss weist dabei eine strukturelle Ähnlichkeit mit Teilen der Siedlung Elsengrund (1918–1925) in Berlin, mit der Eyhof-Siedlung in Essen (1920–1925) oder der Siedlung Paulinenhof (1922–1929) in Frankfurt (Oder) auf. Die Häuser mit Glockengiebel in der Siemensstraße erinnern an jene in der zuvor erstellten Gartenstadt Staaken in Berlin (1914–1917). Es kann daher angenommen werden, dass Lorscheidt von den bereits andernorts, vor allem in Berlin entstandenen Gartenstädten, inspiriert wurde, und er mit den Arbeiten von Paul Schmitthenner und Otto Rudolf Salvisberg vertraut war.
Die Gesamtlage ist in ihrem Aufbau achsensymmetrisch, wobei die Nernststraße die Vertikalachse bildet. Den Mittelpunkt der Anlage stellt ein kleiner, symmetrisch umbauter Platz im nördlichen Teil der Nernststraße dar. Dieser ist dreiseitig gefasst, nach Norden mit einer ziegelsichtigen Tordurchfahrt, die zum Platz hin durch zwei schmuckvoll geschweifte Giebel gerahmt ist. Die keramischen Schmuckteller über den Hauseingängen der Siedlungshäuser an der südlichen Virchowstraße wurden von Peter Bertlinks (1885–1982) von der Werkkunstschule Krefeld gestaltet. Diese zeigen entweder Tierdarstellungen oder geometrische Figuren und immer auch die jeweilige Hausnummer.
Die gartenstadttypischen geschwungenen Straßenführungen der Siemensstraße im Westen und der Voltastraße im Osten bilden deren Randbereiche. Viele Gebäude wurden mit einschaligen, verputzten Fassaden erstellt, zu unterschiedlich großen Baugruppen zusammengefasst, besitzen Walm- oder Satteldächer und lassen sich stilistisch der Heimatschutzarchitektur des frühen 20. Jahrhunderts zuordnen. Ausnahmen bilden die denkmalgeschützten Häuser in der Siemensstraße 66–71 sowie in der Virchowstraße 92–96 (von 1929), die bereits deutliche Bezüge zur expressionistischen Backsteinarchitektur aufzeigen.
Der harmonische Gesamteindruck, den die Siedlung ursprünglich vermittelte, ergab sich durch die weitestgehende Verwendung standardisierter Bauformen, die in ihrer Ausführung jedoch variiert wurden. Zu den vereinheitlichenden Elementen gehörten die gemeinsamen Dächer, Sprossenfenster, Holzklappläden und gegliederte hölzerne Eingangstüren, von denen einige noch heute erhalten sind. Insgesamt stand bei der Gestaltung nicht so sehr das einzelne Gebäude, sondern eher die Gestaltung der Gesamtanlage im Vordergrund.
In konstruktiver Hinsicht bauzeittypisch sind minimierte Wandquerschnitte, die teilweise Verwendung von Bimsmauerwerk im Innenbereich, hölzerne Geschosstreppen, Stahlbetondecken zwischen Erd- und Kellergeschoss sowie Holzbalkendecken in den darüberliegenden Stockwerken.
Mit ihren standardisierten Grundrissen und Bauelementen sowie den zu Hausgruppen zu einer städtebaulichen Einheit zusammengefassten Gebäuden ist die Ritterfeldsiedlung auch ein typisches Beispiel für die Rationalisierung des Bauens nach dem Prinzip der Gartenstadtidee zur Zeit Weimarer Republik.

## Heutiges Erscheinungsbild

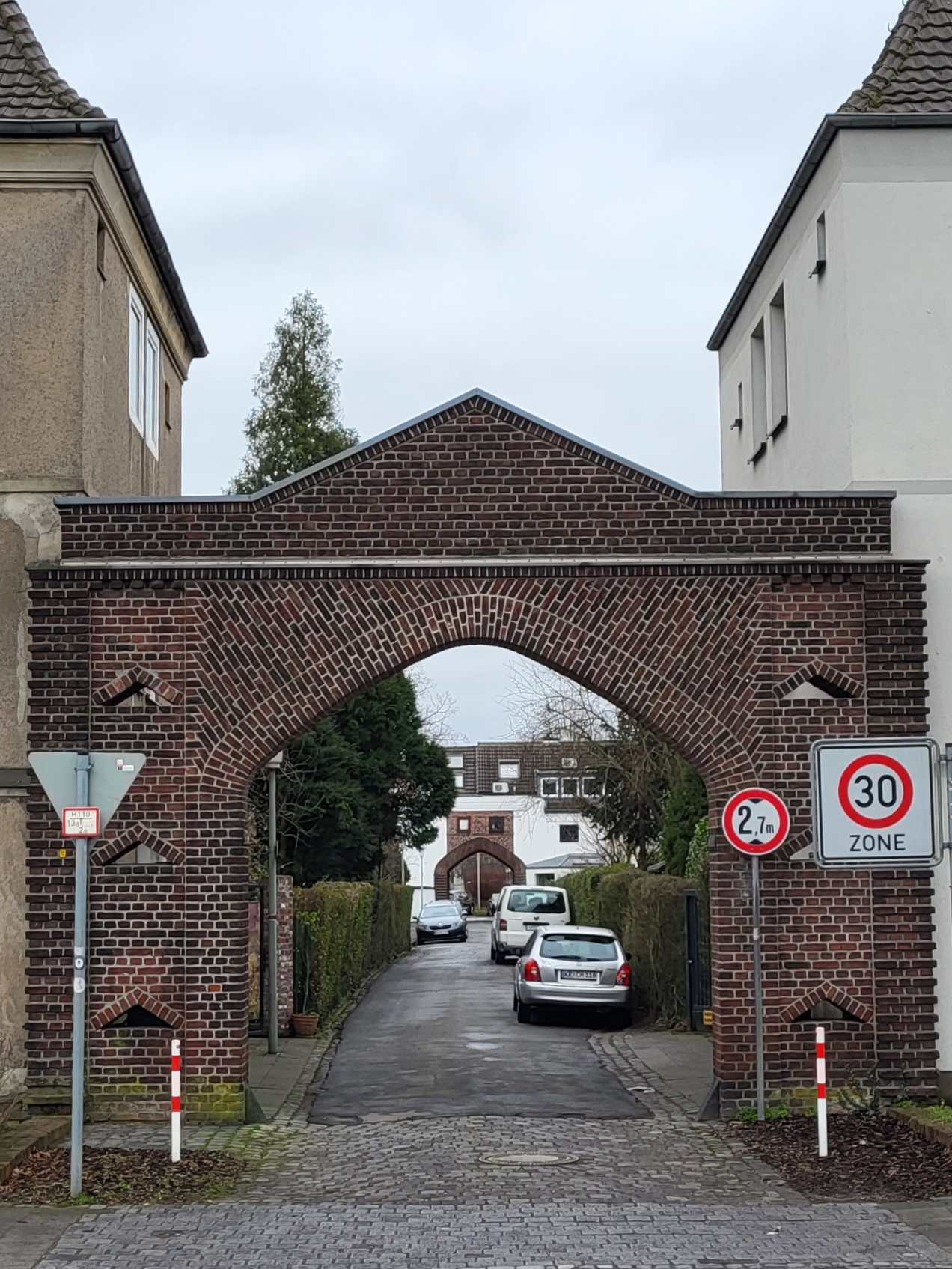
Nördliches Zugangstor zur Siedlung von der Ritterstraße aus gesehen. Blick in die Nernststraße

Im Laufe der Jahrzehnte wurden durch die Eigentümer vielfältige Veränderungen an den Gebäuden und den Außenanlagen vorgenommen. Dies entsprang dem nachvollziehbaren Bedürfnis, die Gebäude den Anforderungen an moderne und energieeffiziente Verhältnisse anzupassen. Dabei sind Umbaumaßnahmen erfolgt, die mit Änderungen wesentlicher architektonischer Gestaltmerkmale (z. B. Sprossenfenster, Türen, Dachaufbauten, Entfernung der Fensterläden oder der Keramikteller über den Eingangstüren in der Virchowstraße) einhergingen. Wie häufig bei geplanten historischen Siedlungen, litt jedoch das Erscheinungsbild der Gesamtanlage unter nicht aufeinander abgestimmten Umbaumaßnahmen.
Ein großer Teil des einst zahlreichen inhabergeführten, kleinteiligen Einzelhandels ist im Laufe der Jahre verloren gegangen. Die Wohndauer der Bewohner beträgt teilweise 50 Jahre und länger.
Der Voltaplatz ist heute eine Rasenfläche mit Baumsaum, auf der seit 1992 ein als Geschenk der Kulturstiftung der Sparkasse Krefeld errichtetes rund 6 Meter hohe Objekt des britischen Künstlers Richard Deacon mit dem Namen „Building from the Inside“ (Das „Doppelohr“) steht.